# 奇異博士：至尊巫師
《奇異博士：至尊巫師》（英語：Doctor Strange: The Sorcerer Supreme）是一部漫威漫畫動畫電影，在2007年8月14日發行。講述奇異博士成為至尊魔法師之路。

## 劇情
史蒂芬·史傳奇是美國最頂尖的神經外科醫生，一場車禍令他賴以為生的雙手受到創傷，使得他無法進行手術。在尋求醫治的過程中，他找到了更高的追求，成為新任至尊魔法師。

## 角色
- 布萊斯·約翰遜 飾 奇異博士
- Paul Nakauchi 飾 王
- 凱文·麥可·理查森 飾 莫度男爵
- 麥可·山下 飾 古一
- 喬納森·亞當斯 飾 多瑪暮

## 外部連結
- 互联网电影数据库（IMDb）上《奇異博士：至尊巫師》的资料（英文）
- 豆瓣电影上《奇異博士：至尊巫師》的資料 （简体中文）